# A 81-es számú archívum
A 81-es számú archívum (eredeti cím: Archive 81) 2022-es amerikai természetfeletti horrorsorozat, amelyet Rebecca Sonnenshine alkotott, 2016-os Archive 81 című podcast alapján. A főbb szerepekben Mamoudou Athie, Dina Shihabi, Evan Jonigkeit, Julia Chan és Ariana Neal látható.
Amerikában és Magyarországon 2022. január 14-én mutatta be a Netflix.
2022 márciusában egy évad után törölték a sorozatot.

## Ismertető
Dant egy titokzatos cég bízza meg, hogy állítsa helyre Melody végzős hallgató dokumentumfilm-projektjének videofelvételeit egy leégett lakóházról, de a munka nem az, aminek látszik, és Dan hirtelen egy veszélyes rejtély közepén találja magát, amely egy rendező eltűnésével és egy titkos szektával kapcsolatos.

## Szereplők

### Főszereplők
| Szereplők                          | Színész        | Magyar hang          |
| ---------------------------------- | -------------- | -------------------- |
| Dan Turner                         | Mamoudou Athie | Rohonyi Barnabás     |
| Melody Pendras                     | Dina Shihabi   | Sodró Eliza          |
| Samuel Spare / Alexander Davenport | Evan Jonigkeit | Bányai Kelemen Barna |
| Anabelle Cho                       | Julia Chan     | Mikecz Estilla       |
| Jess Lewis                         | Ariana Neal    | Stern Hanna          |
| Mark Higgins                       | Matt McGorry   | Konfár Erik          |
| Virgil Davenport                   | Martin Donovan | Ifj. Fillár István   |

### Mellékszereplők
| Szereplők      | Színész            | Magyar hang            |
| -------------- | ------------------ | ---------------------- |
| Steve Turner   | Charlie Hudson III | Dévai Balázs           |
| Tamara Stefano | Kate Eastman       | Kis-Kovács Luca        |
| John Smith     | Eden Marryshow     | Horváth-Töreki Gergely |
| Iris Vos       | Georgina Haig      | Varga Lili             |
| Cassandra Wall | Kristin Griffith   | Takács Katalin         |
| Helen Yung     | Emy Coligado       | Urbanovits Krisztina   |

### Magyar változat
- Magyar szöveg: Egressy G. Tamás
- Hangmérnök: Cs. Németh Bálint
- Vágó: Sári-Szemerédi Gabriella
- Gyártásvezető: Hódos Edina
- Szinkronrendező: Báthory Orsolya
- Produkciós vezető: Várkonyi Krisztina

A szinkront a Mafilm Audio Kft. készítette.

## Epizódok
| Sor. | Év. | Cím                                        | Rendező                         | Író                                         | Premier          |
| ---- | --- | ------------------------------------------ | ------------------------------- | ------------------------------------------- | ---------------- |
| 1.   | 1.  | Rejtélyes jelek (Mystery Signals)          | Rebecca Thomas                  | Paul Harris Boardman és Rebecca Sonnenshine | 2022. január 14. |
| 2.   | 2.  | Wellspring (Wellspring)                    | Rebecca Thomas                  | Rebecca Sonnenshine                         | 2022. január 14. |
| 3.   | 3.  | Terror a folyosókon (Terror in the Aisles) | Justin Benson és Aaron Moorhead | Michael Narducci                            | 2022. január 14. |
| 4.   | 4.  | Túlvilági kapcsolat (Spirit Receivers)     | Justin Benson és Aaron Moorhead | Evan Bleiweiss                              | 2022. január 14. |
| 5.   | 5.  | Tükörországban (Through the Looking Glass) | Haifaa Al Mansour               | Bobak Esfarjani                             | 2022. január 14. |
| 6.   | 6.  | A Kör (The Circle)                         | Haifaa Al Mansour               | Helen Leigh                                 | 2022. január 14. |
| 7.   | 7.  | A révész (The Ferryman)                    | Rebecca Thomas                  | Rebecca Sonnenshine                         | 2022. január 14. |
| 8.   | 8.  | Ami alant rejlik (What Lies Beneath)       | Rebecca Thomas                  | Evan Bleiweiss és Michael Narducci          | 2022. január 14. |

## A sorozat készítése
2020. október 26-án jelentették be, hogy Rebecca Sonnenshine lesz a Netflix és az Atomic Monster horror tévésorozatának vezető producere és alkotója, Paul Harris Boardman író és vezető producer, valamint James Wan szintén vezető producer. A sorozatot az Archive 81 podcast ihlette. 2022. január 5-én jelentették, hogy Michael Clear, Rebecca Thomas és Antoine Douaihy is vezető producerei lesznek a sorozatnak.

### Forgatás
A forgatás 2020. november 16-án kezdődött és 2021. március 29-én fejeződött be Pittsburghben.